# Introscaphe
 (août 2024).
L'introscaphe est une sculpture polysensorielle de l'artiste canadien Edmund Alleyn. Elle a été inaugurée au Musée d'art moderne de la ville de Paris en 1970. Elle a été acquise en 2007 par le Musée national des beaux-arts du Québec.

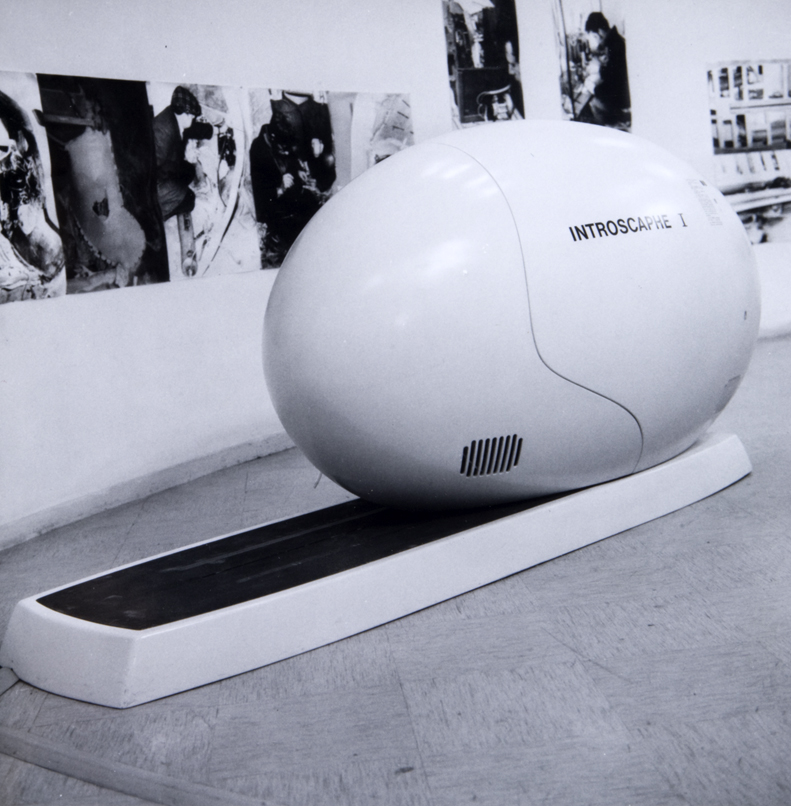
L'Introscaphe d'Edmund Alleyn au Musée d'art moderne de la ville de Paris en 1970.

Créé à Paris entre 1968 et 1970, l'introscaphe d'Edmund Alleyn, est une sculpture-habitacle dans laquelle le visiteur est invité à passer 4 minutes et demie. Incorporant la projection d'images 16 mm et un environnement sonore et calorifique, cet objet d'art, au design ovoïde, mi-objet de foire, mi-prototype de navette spatiale, est aujourd'hui considéré comme une des premières œuvres multimédias au monde.

## Au cinéma
- L'Introscaphe, un film de Charles Chaboud relate l'événement entourant la présentation de l'Introscaphe au Musée d'art moderne de la ville de Paris, en 1970. (disponible aux archives nationales du Québec.)

- L'atelier de mon père, film documentaire de Jennifer Alleyn, produit par Amazone film, et sorti en 2008, évoque l'aventure de la conception et de la réalisation de l'Introscaphe.